# Ape Escape
Ape Escape, pubblicato originariamente in Giappone Saru! Get You! (サルゲッチュ?, Saru Getchu), è il primo videogioco della serie omonima sviluppata da SCEI, uscito per PlayStation nel 1999.
Il gioco è stato uno dei primi a richiedere espressamente l'uso del joypad Dualshock, cosa che lo ha reso un caso raro del suo genere; il DualShock sinistro muove il personaggio, quello destro permette l'utilizzo dei gadget. I tasti Quadrato, Cerchio, Triangolo e X, usati nella maggioranza dei giochi per compiere delle azioni, qui corrispondono ognuno ad un diverso gadget, cambiabili dal menu di gioco.
Il 30 agosto 2007 fu reso disponibile esclusivamente in Giappone sul servizio PlayStation Network per PlayStation 3.

## Trama
Specter era la scimmia più carina di un parco divertimenti per via del suo colore bianco. Un giorno trovò un elmetto, e indossandolo la sua intelligenza arrivò ai livelli di un super-genio. Stanco di vivere nel parco, e deciso a conquistare il mondo, Specter fornisce elmetti alle altre scimmie del parco, e invade la casa del Professor Hakase.
Nel frattempo un ragazzo di nome Kakeru ed il suo amico Hiroki si stavano recando al laboratorio per vedere l'ultima invenzione, la macchina del tempo. Entrando, trovano legati il Professore e Natsumi, sua nipote, e, prima che possano agire, la macchina viene azionata. Kakeru e Hiroki vengono scaraventati indietro nel tempo insieme all'esercito di scimmie, e sarà compito di Kakeru catturarle e ritornare a casa.
Hiroki, anch'esso nel passato, è stato trovato da Specter e soggiogato con un elmetto modificato. Durante il gioco si scontrerà con Kakeru in diversi livelli bonus, in cui cercherà di sconfiggerlo in una corsa ad ostacoli.
Successivamente, Kakeru arriva nel mondo del presente, dove le scimmie di Specter si sono ritirate a causa del tentativo fallito di modificare la storia a loro favore. Dopo averlo sconfitto nella fabbrica di elmetti e nella torre di trasmissione televisiva, Specter crea un parco divertimenti in cui imprigiona il Professore e Natsumi. Lungo la strada Kakeru incontra e sconfigge per l'ultima volta Hiroki, prima di raggiungere un castello che decolla verso lo spazio. Qui riesce a sconfiggere Specter a bordo di un robot gigante, ed il castello torna sulla terra. Kakeru si riunisce con i suoi amici, e Specter viene mandato a lavorare in un circo.
Specter fugge di nuovo, in una dimensione parallela, insieme alle scimmie rimanenti. Soltanto dopo averle catturate tutte, Kakeru può entrare nel livello finale per affrontare Specter. Di nuovo catturato nella Rete Temporale, Kakeru può finalmente riposare tranquillo.

## Modalità di gioco
Lo scopo del gioco è quello di catturare tutte quante le scimmie sparse nei vari livelli, grazie all'aiuto di gadget per evitare ostacoli o semplificarne la cattura. Ogni scimmia si comporterà in modo diverso a seconda del colore dei pantaloncini che indossa

## Ape Escape P
Nel 2005, con l'arrivo di PSP, è stato realizzato un remake per questo gioco, sviluppato da SIMS e pubblicato da Sony Computer Entertainment. In Giappone è stato pubblicato il 17 marzo 2005 col titolo di Saru Get You P! (サルゲッチュP!?), in Nord America il 22 marzo 2005 col titolo Ape Escape: On the Loose, mentre in Europa il 5 maggio 2006 sotto il nome di Ape Escape P. I minigiochi possono essere condivisi tra 2 PSP tramite connessione wireless.
Il remake differisce sotto alcuni aspetti dall'originale. Il formato dello schermo è stato adattato a quello della PSP, ovvero 16:9, il sistema di controllo è stato, ovviamente, modificato: i movimenti si controllano ancora con la levetta analogica, mentre le armi si possono usare solo grazie al tasto assegnato (ad esempio, se il retino è assegnato al tasto O bisogna premere questo per utilizzarlo immediatamente). Inoltre il tasto X ha la funzione di salto (e quindi gli oggetti utilizzabili sono stati ridotti da 4 a 3) e il tasto R serve per strisciare; il primo minigioco sbloccabile Gara di sci è stato sostituito con Gara sulla neve: la differenza principale è che invece degli sci i personaggi sono sugli snowboard. Questo cambiamento è dovuto al fatto che per controllare gli sci servivano entrambe le levette analogiche. Inoltre è stato aggiunto un quarto minigioco, Ping Pong.
Katie riprende il suo nome originale Natsumi, mentre Buzz diventa Jake come nella versione USA dell'originale ed infine l'audio del doppiaggio è disponibile solo in inglese, con sottotitoli in inglese, francese, tedesco, spagnolo e italiano, questo nella versione europea, mentre in quella americana non sono presenti i sottotitoli nelle altre lingue. Nell'edizione nipponica invece sono presenti testi e dialoghi in giapponese.

## Doppiaggio
| Personaggio (nome giapponese / nome americano) | Doppiatore originale | Doppiatore italiano |
| ---------------------------------------------- | -------------------- | ------------------- |
| Kakeru / Spike                                 | Fujiko Takimoto      | Ilaria D'Elia       |
| Specter                                        | Chika Sakamoto       | Massimo Marinoni    |
| Professore Hakase / Professor                  | Jōji Yanami          | Luigi Chiappini     |
| Natsumi / Kathy                                | Tomoko Kawakami      | Benedetta Ferraro   |
| Hiroki / Buzz                                  | Kazue Ikura          | Ilaria D'Elia       |
| Charu / Casi                                   | Tomoko Kawakami      | Jessica Giuffrè     |